# Belarussischer Fußballpokal 2003/04
Der Belarussische Fußballpokal 2003/04 war die 13. Austragung des belarussischen Pokalwettbewerbs der Männer. Das Finale fand am 16. Mai 2004 im Dinamo-Stadion von Minsk statt. Titelverteidiger FK Dinamo Minsk schied im Viertelfinale gegen Naftan Nawapolazk aus. Pokalsieger wurde der FK Schachzjor Salihorsk, der sich im Finale gegen den FK Homel durchsetzte.

## Modus
Im Gegensatz zur Liga wurde der Pokal im Herbst-Frühjahr-Rhythmus ausgetragen. Außer dem Halbfinale wurden die Begegnungen in einem Spiel ausgetragen. Bei unentschiedenem Ausgang wurde zur Ermittlung des Siegers eine Verlängerung gespielt. Stand danach kein Sieger fest, folgte ein Elfmeterschießen. Das Halbfinale wurden in Hin- und Rückspiel ausgetragen. Der Pokalsieger qualifizierte sich für den UEFA-Pokal.

## Teilnehmende Teams
| Wyschejschaja Liha (16) | Perschaja Liha (12) | Druhaja Liha (8) |
| --- | --- | --- |
| - BATE Baryssau - Belschyna Babrujsk - FK Dinamo Minsk - Tarpeda-SKA Minsk - FK Daryda Schdanowitschy - FK Dinamo Brest - FK Homel - Lakamatyu Minsk - FK Njoman Hrodna - FK Maladsetschna-2000 - Dnjapro-Transmasch Mahiljou - Naftan Nawapolazk - FK Slawija-Masyr - Swjasda WA-BHU Minsk - FK Schachzjor Salihorsk - FK Tarpeda Schodsina | - FK Bjarosa - Chimik Swetlahorsk - FK Dnjapro Rahatschou-DJuSSch-1 - FK Njoman Masty - FK Hranit Mikaschewitschy - FK Kamunalnik Slonim - MTZ-RIPA Minsk - Lakamatyu Wizebsk - Tarpeda Kadina Mahiljou - FK Smarhon - Wedrytsch-97 Retschyza - FK Pinsk-900 | - FK Assipowitschy - FK Baranawitschy - FK Homel-2 - FK Kamunalnik Schlobin - Liwadyja Dsjarschynsk - FK Sosch Krytschau - FK Weras Njaswisch - Sabudowa Tschysz |

## 1. Runde
Teilnehmer: 8 Mannschaften der zweiten Liga und 8 aus der dritten Liga. Die unterklassigen Teams hatten Heimrecht.
| Datum      |                              | Ergebnis              |                                      |
| ---------- | ---------------------------- | --------------------- | ------------------------------------ |
| 04.06.2003 | FK Kamunalnik Schlobin (III) | 1:2                   | FK Smarhon (II)                      |
| 04.06.2003 | FK Homel-2 (III)             | 0:1 n. V.             | FK Bjarosa (II)                      |
| 04.06.2003 | Liwadyja Dsjarschynsk (III)  | 0:2                   | Wedrytsch-97 Retschyza (II)          |
| 04.06.2003 | FK Baranawitschy (III)       | 2:1                   | FK Dnjapro Rahatschou-DJuSSch-1 (II) |
| 04.06.2003 | FK Weras Njaswisch (III)     | 1:2 n. V.             | Chimik Swetlahorsk (II)              |
| 04.06.2003 | Sabudowa Tschysz (III)       | 0:0 n. V. (4:2 i. E.) | FK Kamunalnik Slonim (II)            |
| 04.06.2003 | FK Sosch Krytschau (III)     | 0:4                   | FK Hranit Mikaschewitschy (II)       |
| 04.06.2003 | FK Assipowitschy (III)       | 1:1 n. V. (4:3 i. E.) | FK Njoman Masty (II)                 |

## 2. Runde
Teilnehmer waren die 8 Sieger der ersten Runde, die 12 Mannschaften der Wyschejschaja Liha 2003 und vier weitere Zweitligisten: Tarpeda Kadina Mahiljou, Lakamatyu Wizebsk, FK Pinsk-900 und MTZ-RIPA Minsk. Die unterklassigen Teams hatten Heimrecht.
| Datum      |                                | Ergebnis  |                             |
| ---------- | ------------------------------ | --------- | --------------------------- |
| 09.08.2003 | FK Pinsk-900 (II)              | 0:4       | Belschyna Babrujsk (I)      |
| 09.08.2003 | FK Bjarosa (II)                | 0:2       | FK Dinamo Minsk (I)         |
| 09.08.2003 | Chimik Swetlahorsk (II)        | 4:2       | Swjasda WA-BHU Minsk (I)    |
| 09.08.2003 | FK Baranawitschy (III)         | 0:2       | FK Schachzjor Salihorsk (I) |
| 09.08.2003 | FK Smarhon (II)                | 1:4       | FK Maladsetschna-2000 (I)   |
| 09.08.2003 | FK Assipowitschy (III)         | 0:4       | FK Tarpeda Schodsina (I)    |
| 09.08.2003 | Tarpeda Kadina Mahiljou (II)   | 1:2       | Naftan Nawapolazk (I)       |
| 09.08.2003 | Lakamatyu Wizebsk (II)         | 1:0       | FK Slawija-Masyr (I)        |
| 09.08.2003 | Wedrytsch-97 Retschyza (II)    | 1:2       | FK Njoman Hrodna (I)        |
| 09.08.2003 | MTZ-RIPA Minsk (II)            | 3:2 n. V. | Tarpeda-SKA Minsk (I)       |
| 09.08.2003 | FK Hranit Mikaschewitschy (II) | 2:1       | FK Dinamo Brest (I)         |
| 10.08.2003 | Sabudowa Tschysz (III)         | 0:4       | BATE Baryssau (I)           |

## Achtelfinale
Teilnehmer waren die 12 Sieger der zweiten Runde und weitere vier Erstligisten: Dnjapro-Transmasch Mahiljou, BATE Baryssau, FK Daryda Kunzauschtschyna, Lakamatyu Minsk und FK Homel.
| Datum      |                             | Ergebnis              |                                 |
| ---------- | --------------------------- | --------------------- | ------------------------------- |
| 08.10.2003 | Lakamatyu Minsk (I)         | 1:0 n. V.             | FK Hranit Mikaschewitschy (II)  |
| 08.10.2003 | FK Schachzjor Salihorsk (I) | 5:1                   | FK Maladsetschna-2000 (I)       |
| 08.10.2003 | Lakamatyu Wizebsk (II)      | 1:0                   | FK Daryda Schdanowitschy (I)    |
| 08.10.2003 | BATE Baryssau (I)           | 3:0                   | Belschyna Babrujsk (I)          |
| 08.10.2003 | Chimik Swetlahorsk (II)     | 0:1                   | FK Homel (I)                    |
| 08.10.2003 | FK Njoman Hrodna (I)        | 2:0                   | MTZ-RIPA Minsk (II)             |
| 08.10.2003 | FK Dinamo Minsk (I)         | 5:1                   | Dnjapro-Transmasch Mahiljou (I) |
| 08.10.2003 | Naftan Nawapolazk (I)       | 1:1 n. V. (4:3 i. E.) | FK Tarpeda Schodsina (I)        |

## Viertelfinale
Teilnehmer waren die 8 Sieger aus dem Achtelfinale.
| Datum      |                       | Ergebnis |                             |
| ---------- | --------------------- | -------- | --------------------------- |
| 03.04.2004 | FK Homel (I)          | 3:1      | Lakamatyu Minsk (I)         |
| 03.04.2004 | Naftan Nawapolazk (I) | 1:0      | FK Dinamo Minsk (I)         |
| 03.04.2004 | FK Njoman Hrodna (I)  | 1:2      | FK Schachzjor Salihorsk (I) |
| 03.04.2004 | BATE Baryssau (I)     | 3:0      | Lakamatyu Wizebsk (II)      |

## Halbfinale
| Datum          |                             | Gesamt |                       | Hinspiel | Rückspiel |
| -------------- | --------------------------- | ------ | --------------------- | -------- | --------- |
| 07./11.04.2004 | FK Schachzjor Salihorsk (I) | 5:2    | Naftan Nawapolazk (I) | 2:1      | 3:1       |
| 07./11.04.2004 | BATE Baryssau (I)           | 3:5    | FK Homel (I)          | 1:2      | 2:3       |

## Finale
| Paarung                 | FK Homel – FK Schachzjor Salihorsk |
| Ergebnis                | 0:1 n. V. |
| Datum                   | 16. Mai 2004 |
| Stadion                 | Dinamo-Stadion, Minsk |
| Zuschauer               | 8.500 |
| Schiedsrichter          | Sjarhej Schmolik |
| Tore                    | 0:1 Raman Trepatschkin (112.) |
| FK Homel                | Jury Afanasenka – Oleh Tscharapnjou , Aljaksandr Schahojka, Aleh Popel (46. Jurij Chusjainow), Aljaksej Pankawez – Fjodor Lukaschenka, Maksim Rasumau, Aljaksandr Danilau, Jewgenij Sinowjew (110. Andrej Harauzou) – Ruslan Usau (68. Sjarhej Sabalozki), Henads Blisnjuk Cheftrainer: Sergej Podpalyj ( Russland)                    |
| FK Schachzjor Salihorsk | Aljaksandr Herasimowitsch – Wadsim Lassouski (88. Andrej Parywajeu), Anatol Budajeu , Aljaksej Belawusau, Aljaksandr Jurewitsch – Andrej Ljawontschik, Raman Trepatschkin, Aljaksandr Nowik (75. Aljaksandr Hrenkou), Sjarhej Nikifarenka – Arzjom Hantscharik (72. Wiktar Barel), Anatol Zichontschik Cheftrainer: Jury Wjarhejtschyk |
| Gelbe Karten            | Ruslan Usau, Fjodor Lukaschenka, Jewgenij Sinowjew – keine |